# مرق

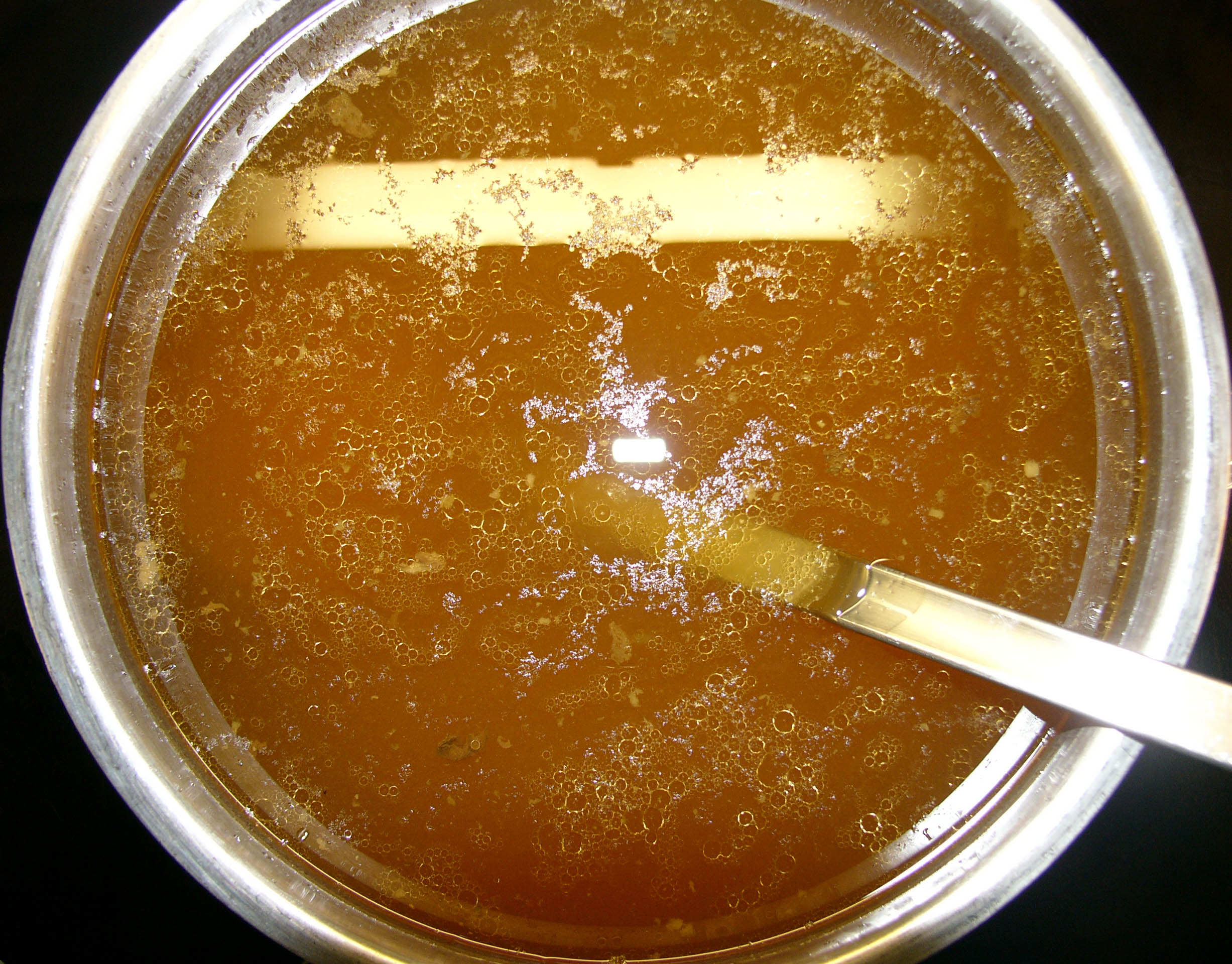
مرق أعد من اللحوم والخضروات

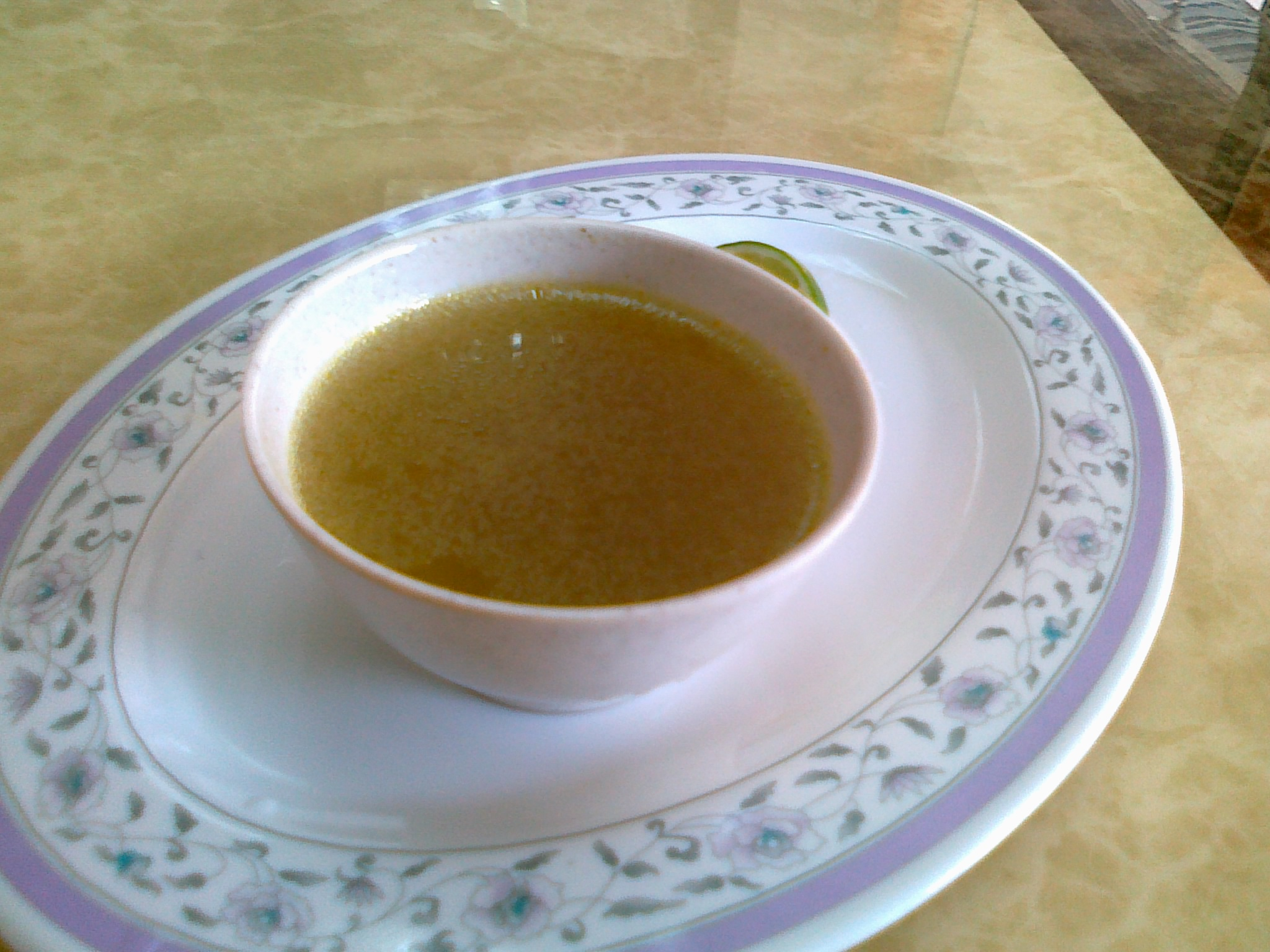
مرق لحم بقري

المَرَق أو المَرَقَة كما يؤنثها البعض ، هو ماء مغلي وضع فيه بعض اللحم لتمتص فوائده، ويُقدم بدونها. يخطئ الكثير من الناس عند طهي اللحم، فيسكبون الماء بعد نضج اللحم، وتكون الفوائد فيه قد امتصت في المرق. لا يشرط في تحضير المرق نوع معين من اللحم، فيمكن أن يكون مرق من دجاج أو أغنام، أو من لحم عجل.
هي السائل المُصفى من الدجاج أو اللحم أو الخضروات. والمرقات المنزلية تعطي مذاقًا ونكهة أقل ملوحة من الجاهزة التي نشتريها معلبة وعلى شكل مكعبات وبودرة. كما يمكن أن توضع في الفريزر بحيث تتجمد بطريقة أفضل بالإضافة إلى كونها بمتناول اليد دائمًا.

## تاريخ المرق
لا يعرف زمن أو وقت محدد ظهر فيه المرق، وقد ذكره الرسول  حين قال لأبي ذر: «إِذَا طَبَخْتَ مَرَقَةً، فَأَكْثِرْ مَاءَهَا وَتَعَاهَدْ جِيرَانَكَ».

## بودرة المرق
بدأت صناعة مرق الدجاج بعد اكتشاف مادة غلوتامات أحادية الصوديوم والتي أكتشفت على يد الكيميائي الياباني كيكناي إيكيدا حيث قام بعدة تجارب لمعرفة السر وراء طعم مرق زوجته
لا يوجد دراسات كافية على مدى تأثير مادة غلوتامات أحادية الصوديوم إن كانت مضرة أو غير مضرة، إلا أن دراسة نشرت عام 2013 أشارت لوجود علاقة بين الصداع وتحسس العضلات المضغية والاستهلاك المرتفع للأطعمة المحتوية على غلوتامات أحادية الصوديوم.

## اقرأ أيضًا
- مرقة العظم
- شربة
- مرقة جلبانة

## وصلات خارجية
- طريقة عمل مرق الدجاج بطريقة صحية
- مكعبات مرق الدجاج الجاهزة